# 汉剧 (湖北)
汉剧是中国的戏曲剧种之一，旧名楚调、汉调。

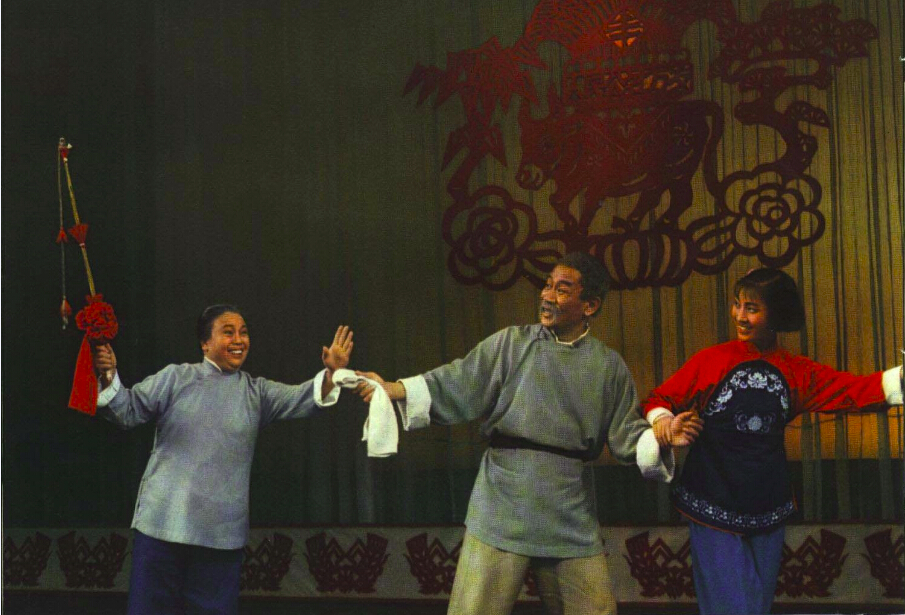
汉剧《借牛》

清代中叶形成于湖北境内，原以秦腔经襄阳南下演变出来的西皮为主要腔调，后来又吸收了安徽传来的二黄。约有300多年历史。早期同徽剧经常相互影响，在发展的过程中形成了荆河、襄河、府河、汉河四支流派。对湘剧、川剧、赣剧等剧种的形成发展都有影响。清嘉庆、道光年间，汉调流传到北京，加入徽调班社演唱，逐渐融合演变而成京剧。
汉剧脚色共分为十行：一末、二净、三生、四旦、五丑、六外、七小、八贴、九夫、十杂。腔调除了西皮、二黄外，罗罗腔也用得较多。伴奏乐器有胡琴、月琴、三弦、鼓板等。
清末民初，成立了专科班，培养出余洪元、吴天保、董瑶玠等一批名角，汉剧开始兴盛起来。